# Connaissance des temps
O connaissance des temps é uma publicação anual e francesa em astronomia. É a mais antiga publicação desta categoria do mundo, publicada sem interrupções desde 1679 (chamada à época de connaissance des tems) desde que o astrônomo Jean Picard (1620 - 1682) obteve do rei a autorização de criar o periódico. Entre alguns autores, destacaram-se:
- Jean Picard (1620 - 1682)
- Jean Le Fèvre (1650 - 1706)
- Giovanni Domenico Maraldi (1709 - 1788)
- Joseph Lalande (1732 - 1807)
- Edme Sébastien Jeaurat (1725 - 1803)
- Pierre Méchain (1744 - 1804)
- Rodolphe Radau (1835 - 1911)
- Marie Henri Andoyer (1862 - 1929)[1][2]

Entre outras publicações prestigiadas dessa categoria, que publicavam principalmente efemérides, destacam-se o britânico The Nautical Almanac e o alemão Berliner Astronomisches Jahrbuch.

## Conteúdo
Os volumes do Connaissance des temps têm duas partes: uma seção de efemérides, contendo várias tabelas, e artigos que proporcionam uma cobertura profunda de vários tópicos, escritos frequentemente por astrônomos prestigiados.